# Willie Lanier
Pour les articles homonymes, voir Lanier.
College Football Hall of Fame 2000
Pro Football Hall of Fame 1986
(en) Statistiques sur pro-football-reference
Willie Edward Lanier, né le 21 août 1945 à Clover en Virginie, est un joueur américain de football américain ayant évolué comme linebacker.

## Biographie
Étudiant à l'université Morgan State, il joua pour les Morgan State Bears.
Sélectionné en 50e choix lors de la draft 1967 de la NFL par les Chiefs de Kansas City. Il a joué l'ensemble de sa carrière dans cette franchise, soit de 1967 à 1977. À l'origine, les Chiefs et l'entraîneur Hank Stram, finaliste du Super Bowl I recherchaient des joueurs défensifs et ont sélectionné Lanier après l'autre linebacker Jim Lynch. Lynch manqua la pré-saison pour jouer un match de gala universitaire et Lanier en profita pour s'imposer comme le titulaire au poste de linebacker intérieur. Au début de la saison, il devient même le premier noir titulaire à ce poste. Deux saisons plus tard, les Chiefs remportent le Super Bowl IV. Après une carrière bien remplie, il fut transféré aux Colts de Baltimore en 1978, mais pris sa retraite sans y avoir joué de matchs officiels.
Sélectionné huit fois consécutives au Pro Bowl et en All-Pro (1968, 1969, 1970, 1971, 1972, 1973, 1974 et 1975), il est élu meilleur joueur de l'édition 1971 du Pro Bowl. Il fait partie du College Football Hall of Fame depuis 2000 et du Pro Football Hall of Fame depuis 1986. Il reçut le Walter Payton Man of the Year Award en 1972. Son numéro 63 a été retiré par la franchise des Chiefs. Il fait également partie de l'équipe du 75e anniversaire de la NFL.
Il est apparu dans le film The Black Six (en) (1974).